# Alma (Wisconsin)
Alma é uma cidade localizada no estado norte-americano de Wisconsin, no Condado de Buffalo.

## Demografia
Segundo o censo norte-americano de 2000, a sua população era de 942 habitantes. 
Em 2006, foi estimada uma população de 906, um decréscimo de 36 (-3.8%).

## Geografia
De acordo com o United States Census Bureau tem uma área de 
20,2 km², dos quais 15,2 km² cobertos por terra e 5,0 km² cobertos por água. Alma localiza-se a aproximadamente 205 m acima do nível do mar.

## Localidades na vizinhança
O diagrama seguinte representa as localidades num raio de 16 km ao redor de Alma. 